# Autoportret (rysunek Leonarda da Vinci)
Autoportret (wł. Autoritratto, określany również jako Portret turyński) – domniemany autoportret Leonarda da Vinci. Został on narysowany czerwoną kredką. Rysunek znajduje się w zbiorach Biblioteca Reale w Turynie. Uchodzi on za najsłynniejszy ze wszystkich dzieł przedstawiających Leonarda. Doczekał się on wielu reprodukcji. Na przestrzeni lat stał się kanonicznym wizerunkiem artysty pomimo wątpliwości, czy faktycznie przedstawia on Leonarda. Powstał on w latach 1512–1518.

## Opis
Rysunek przedstawia sędziwego mężczyznę z długą brodą i krzaczastymi brwiami. Jego kędzierzawe włosy opadają na ramiona. Zarys włosów kontrastuje z miękkością policzków. Nos jest haczykowaty. Twarz wyraża siłę, ale również rezygnację, zniecierpliwienie i pogodzenie się z losem. Zadumę wyraża spojrzenie zmęczonych oczu, kierujące się w lewo i dół. Melancholijny wyraz uzyskano za sprawą lekko opadających kącików ust. Rysunek mógł zostać przycięty przy brzegach. Pod rysunkiem widnieje podpis. Sam podpis jest nieczytelny i wzbudza wątpliwości, czy brzmi portret bardzo starego siebie czy portret artysty.
Portret narysował Leonardo da Vinci. Wątpliwości wzbudza postać, którą została uwieczniona na rysunku. Nie ma pewności, czy Leonardo narysował samego siebie czy też portret przedstawia inną osobę. Na rysunku uwieczniono człowieka, który swoim wyglądem mógł być dziesięć lat starszy od Leonarda. Na rysunku mógł zostać uwieczniony ojciec Leonarda, Ser Piero da Vinci, starożytny filozof lub bóg. Zdaniem amerykańskiego biograficzny Waltera Isaacsona Leonardo mógł sportretować samego siebie takiego, jaki miał być w przeciągu kolejnych lat lub też narysował ojca bądź stryja, którzy zmarli w wieku około osiemdziesięciu lat. Osoby uważające, że rysunek jest autoportretem zwracają uwagę, że postać na rysunku jest podobna do postaci Platona na obrazie Szkoła Ateńska Rafaela Santiego, gdzie grecki filozof ma twarz Leonarda. Rysunek powstał w okresie, kiedy Leonardo eksperymentował ze zwierciadłami. Skonstruował między innymi zwierciadła o ruchomych bocznych panelach. Według Isaacsona być może Leonardo wykonał autoportret w swojej pracowni, a lustro pozwalało mu obserwować własną twarz pod odpowiednim kątem.

## Proweniencja
W 1839 roku rysunek kupił król Sardynii Karol Albert. Po 1912 roku rysunek pokazano publiczności tylko trzy razy (ostatni raz w 2011 roku, w 150. rocznicę zjednoczenia Włoch). Podczas II wojny światowej rysunek wywieziono z Turynu i ukryto w nieznanym miejscu. Włosi obawiali się, że portret zostanie zrabowany przez Niemców. Pomimo stosowania zabezpieczeń chroniących rysunek przed utratą pigmentów, grzybami lub światłem słonecznym na rysunku pojawiają się żółtobrązowe lub rdzawobrązowe plamy.